# MASwings

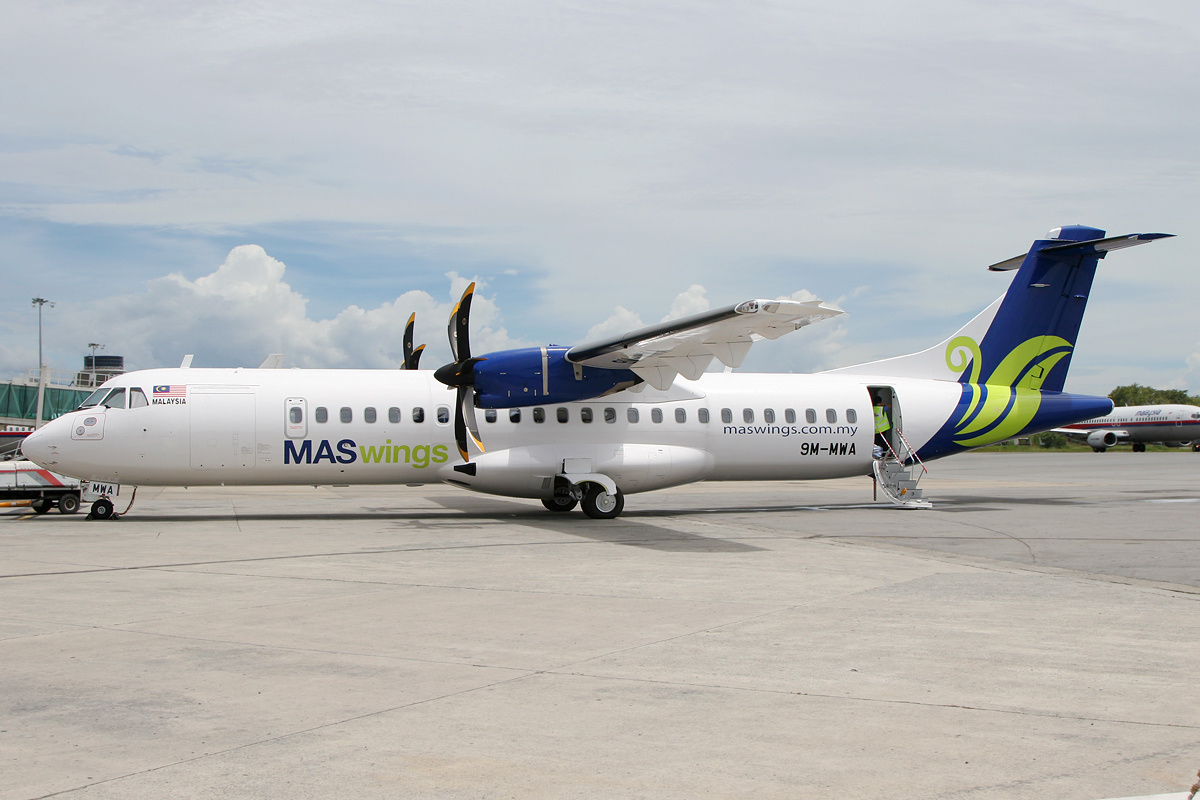
ATR 72-500

MASwings はマレーシアの地域航空会社。2007年にマレーシア航空の100%子会社であり、2007年に設立された。フライ・アジアン・エクスプレスが運航していたボルネオ島のサバ州、サラワク州内のローカル路線に、2007年10月1日より就航している。

## 概要

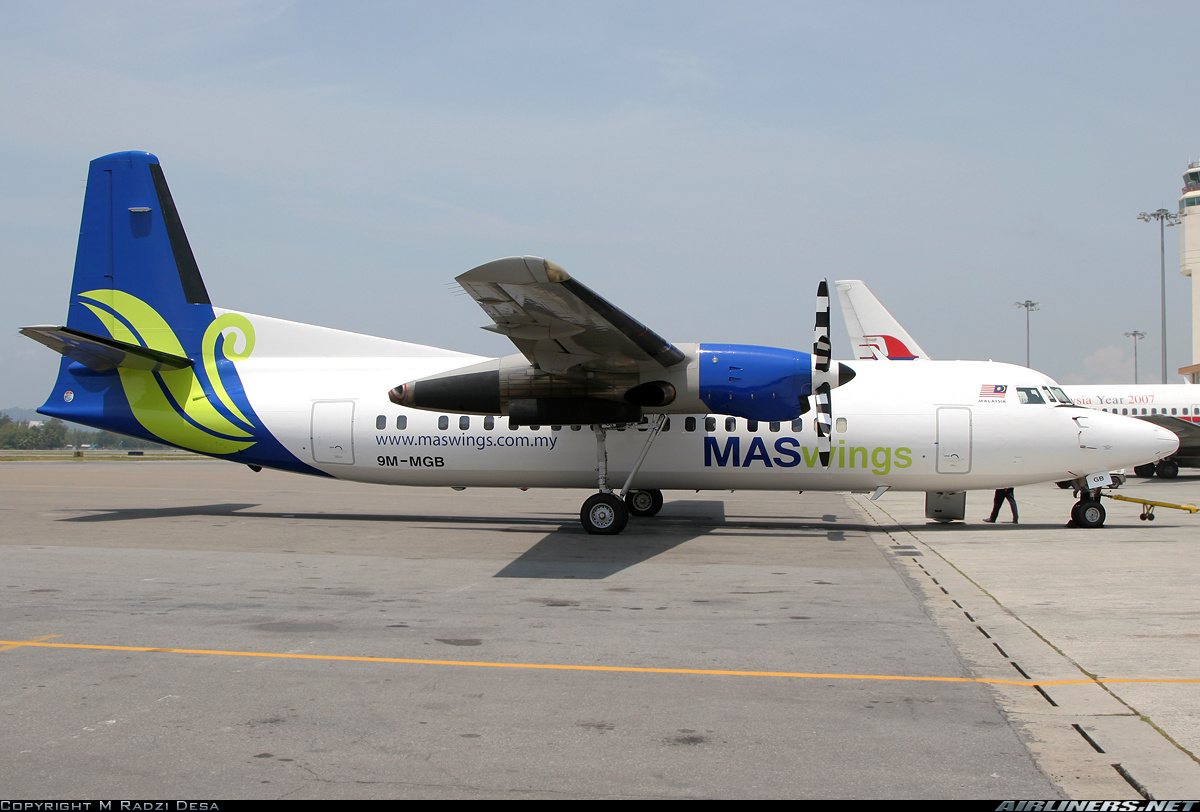
フォッカー50

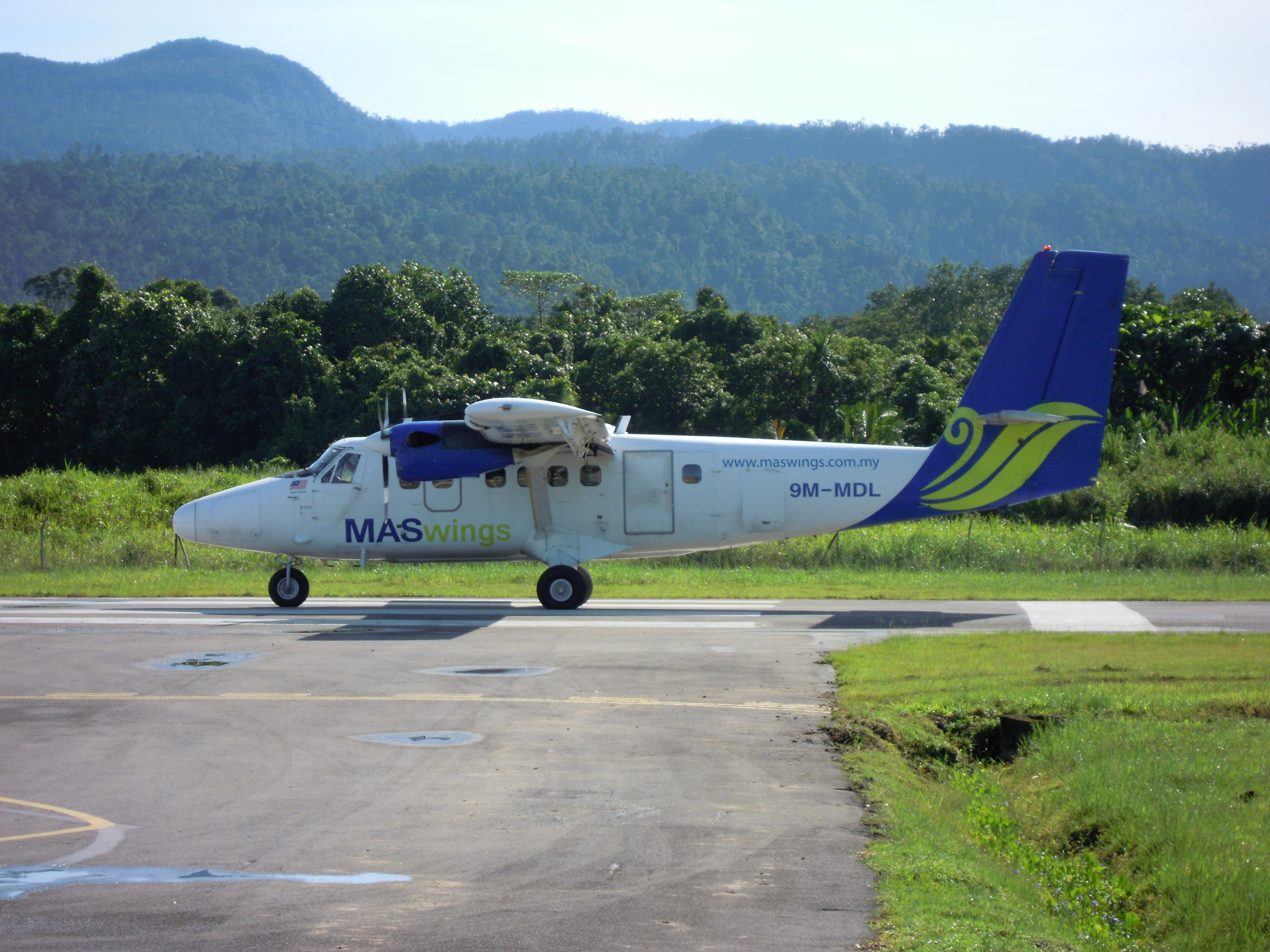
DHC-6

原油高などから経営不振に陥っていたマレーシア航空は、2006年、ボルネオ島のサバ州、サラワク州内のローカル路線の運航権をエアアジアに譲渡した。このうちマレーシア航空が従来"RAS (Rural Air Service)"として運航していたプロペラ機路線について、エアアジアは自社で運航せず、同社の経営陣が別途設立したフライ・アジアン・エクスプレスに運航権を再譲渡していた。しかし2007年になり、エアアジアがフライ・アジアン・エクスプレスにエアアジア Xのブランド名で長距離格安航空部門に進出させる計画を進める中、マレーシア航空がペナン国際空港を拠点とするプロペラ機路線運航専門の子会社ファイアフライを設立すると、エアアジアはファイアフライにボルネオ島内プロペラ機路線の運航権を譲渡し、フライ・アジアン・エクスプレスは長距離格安航空事業に特化させる意向を示した。一方、ファイアフライの親会社のマレーシア航空は、同路線の運航権の返還については受諾したものの、政府からの補助金を受けて運航する同路線については別途子会社を設立して対応することとしたため、MASwings社が設立され、同年10月1日から運航を開始した。なお、社名の表記は当初"MASWings"とされ、機材塗装上のロゴも同表記となっているが、運航開始日までに"MASwings"と変更された。

## 所有機材
- ATR72-500 13機

## 就航都市
| MASwings就航都市 （2016年2月 現在） | MASwings就航都市 （2016年2月 現在） | MASwings就航都市 （2016年2月 現在） | MASwings就航都市 （2016年2月 現在） | MASwings就航都市 （2016年2月 現在） |
| ----------------------------------- | ----------------------------------- | ----------------------------------- | ----------------------------------- | ----------------------------------- |
| 国                                  | 都市                                | 空港                                | 備考                                |                                     |
| 東南アジア                          |                                     |                                     |                                     |                                     |
| マレーシア                          | サラワク州、ミリ                    | ミリ空港                            | 拠点空港                            |                                     |
| マレーシア                          | サラワク州、バケララン              | バケララン空港                      |                                     |                                     |
| マレーシア                          | サラワク州、バリオ                  | バリオ空港                          |                                     |                                     |
| マレーシア                          | サラワク州、ビントゥル              | ビントゥル空港                      |                                     |                                     |
| マレーシア                          | サラワク州、クチン                  | クチン国際空港                      |                                     |                                     |
| マレーシア                          | サラワク州、ラワス                  | ラワス空港                          |                                     |                                     |
| マレーシア                          | サラワク州、リンバン                | リンバン空港                        |                                     |                                     |
| マレーシア                          | サラワク州、ロン・アカ              | ロン・アカ空港                      |                                     |                                     |
| マレーシア                          | サラワク州、ロン・バンガ            | ロン・バンガ空港                    |                                     |                                     |
| マレーシア                          | サラワク州、ロン・ルラン            | ロン・ルラン空港                    |                                     |                                     |
| マレーシア                          | サバ州、コタキナバル                | コタキナバル国際空港                | 拠点空港                            |                                     |
| マレーシア                          | サバ州、クダッ                      | クダッ空港                          |                                     |                                     |
| マレーシア                          | サバ州、ラハダトゥ                  | ラハッ・ダトゥ空港                  |                                     |                                     |
| マレーシア                          | 連邦直轄領、ラブアン                | ラブアン空港                        |                                     |                                     |
| ブルネイ                            | バンダルスリブガワン                | ブルネイ国際空港                    |                                     |                                     |
| インドネシア                        | 北カリマンタン州タラカン島          | ジュワタ国際空港                    |                                     |                                     |
| インドネシア                        | 西カリマンタン州ポンティアナック    | スパディオ空港                      |                                     |                                     |
| 休・廃止路線                        |                                     |                                     |                                     |                                     |